# Grzegorz Żołędziowski
Grzegorz Żołędziowski (Oława, 7 januari 1980) is een voormalig wielrenner uit Polen. Hij was actief als beroepsrenner van 2001 tot 2009. 

## Erelijst
2003
- 3e in 4e etappe Bałtyk-Karkonosze-Tour

2004
- 3e in Proloog Dookola Mazowska
- 2e in Puchar Ministra Obrony Narodowej
- 2e in Szlakiem walk mjr. Hubala

2005
- 1e in Puchar Ministra Obrony Narodowej

2006
- 2e in 5e etappe deel a Ronde van Bulgarije
- 3e in 5e etappe deel b Ronde van Bulgarije
- 2e in 6e etappe Ronde van Bulgarije

2007
- 1e in 3e etappe Flèche du Sud
- 2e in GP Hydraulika Mikolasek
- 3e in Pomorski Klasyk
- 3e in 1e etappe Szlakiem walk mjr. Hubala

2008
- 1e in Wyscig o Wielka Nagrode Belchatowa